# Neides tipularius
Neides tipularius is een wants uit de familie van de steltwantsen (Berytidae).

## Uiterlijk
De lange steltwants is grijsbruin van kleur en goed zichtbaar door de lange benen (dijbenen). Hij is langer dan de vergelijkbare soorten uit het genus Berytinus. De nimfen zijn groen. De lengte is  9,5–11,5 mm.

## Verspreiding en habitat
De soort wordt aangetroffen in Europa en is naar het oosten verspreid door Klein-Azië en Kaukasus naar Centraal-Azië. Ze houden van droge warme leefgebieden zoals duinen, heide en akkers met kruidachtige planten.

## Leefwijze
De wantsen voeden zich met diverse kruidachtige planten zoals planten uit de anjerfamilie (Caryophyllaceae), en uit de ooievaarsbekfamilie (Geraniaceae). De volwassenen zuigen ook op grassen (Poaceae). Het schijnt, dat de volwassen wantsen ook roofzuchtig aan bladluizen zuigen. Bij gevaar kunnen ze zich dood houden, door poten gestrekt langs het lichaam te houden. De volwassen wantsen overwinteren. De nieuwe generatie volwassen wantsen verschijnt in juli. 